# Punom

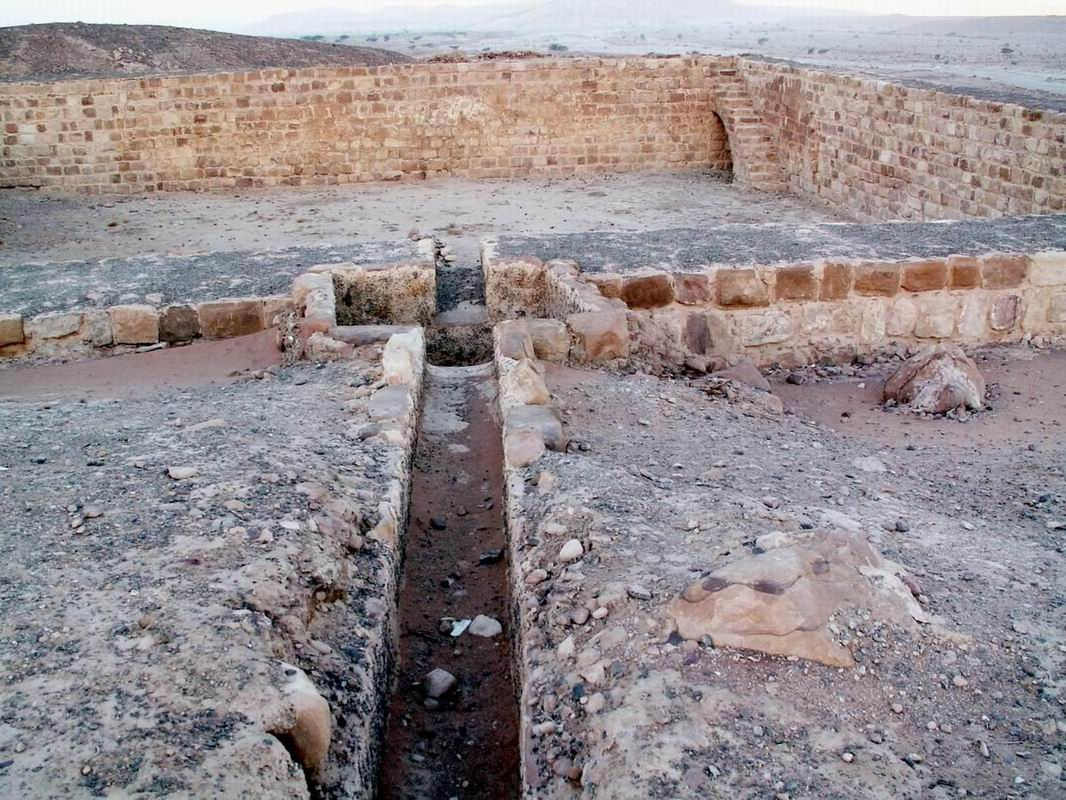
Antigo reservatório de água em Punom

Punom (em hebraico:  פּוּנֹן) é uma das estações do Êxodo mencionadas na Bíblia Hebraica; um lugar onde os antigos israelitas pararam em seu Êxodo do Egito (Números 33:42). Presumivelmente, refere-se à região no sul da Jordânia agora conhecida como Uádi Feinã, que nos tempos bíblicos era um importante centro de mineração de cobre, e foi especificamente identificada com o assentamento da Idade do Ferro de Feinã.